# José Malleo
José Malleo (Rosario, 29 gennaio 1944) è un ex calciatore argentino, di ruolo attaccante.